# Landon Liboiron
Landon Liboiron (Jenner, 10 de Março de 1991) é um ator e cantor canadense. É mais conhecido por seu papel como Declan Coyne em Degrassi: The Next Generation. Em 2011, ele estreou na FOX, na série Terra Nova, como Josh Shannon de 17 anos. Também como protagonista na série Hemlock Grove, em três temporadas (2013-2015).

## Biografia
Landon é filho de Marcel Liboiron e Lorraine Mack Liboiron, nasceu na pequena comunidade de Jenner, em Alberta, a aproximadamente duas horas a sudeste de Calgary, no Canadá. Ele descobriu seu verdadeiro talento para o palco através do Teatro Infantil de Missoula, em Montana. Também foi indicado ao prêmio Gemini Award, por Melhor Performance em um programa ou série de Infância e adolescência. Ele também tem dois irmãos mais velhos, Lance e Blake. Também já participou de várias séries na televisão, como Wild Roses, Flashpoint, Don't Cry Now, Hemlock Grove, Crossroads: A Story of Forgiveness, The Dark Room e Mayerthorpe. Nos Estados Unidos, atuou no drama Life Unexpected. As participações de Landon no cinema incluem Altitude, Zombie Punch, Passchendaele, Moondance Alexander, Run Rabbit Run e Broken House.
Em maio de 2015, Landon iniciou sua carreira musical ao lançar a música "Boogie Chills".
Em 2018, esteve no filme Truth or Dare.
Entre 2016-2018, esteve na série Frontier, com Jason Momoa.
Em 2020, esteve no cinema em Não Feche os Olhos.

## Degrassi: The Next Generation
Em Degrassi, faz o papel de Declan Coyne, um rapaz rico, geralmente calmo e convencido. Declan é irmão gêmeo de Fiona Coyne. Elegante e sofisticado, ele adora usar sua personalidade forte para levar as pessoas a fazer o que ele quer.

## Terra Nova
Em Terra Nova, Liboiron faz o papel de Josh Shannon, um garoto de 17 anos, filho de Jim e Elisabeth Shannon, que volta com sua família a 85 milhões de anos para supostamente "salvar a humanidade de um destino apocalíptico", que com o desenrolar da série revela que não é exatamente isso. No início, Josh reluta em deixar a namorada para trás, ele também tem raiva do pai por agredir um policial do Controle Populacional e ser preso, mas eventualmente volta a gostar dele.

## Carreira
Liboiron teve sua grande chance quando foi escolhido para série canadense Degrassi: The Next Generation, ele também apareceu em várias outras séries.
Em outubro de 2010, foi anunciado que Landon Liboiron estaria participando da nova série da FOX, Terra Nova, como Josh Shannon, o filho do personagem principal, interpretado por Jason O'Mara e sua esposa, interpretada por Shelley Conn.
| Cinema    | Cinema                           | Cinema               | Cinema                           |
| Ano       | Filme                            | Papel                | Notas                            |
| --------- | -------------------------------- | -------------------- | -------------------------------- |
| 2007      | Moondance Alexander              | Freddie              |                                  |
| 2008      | Passchendaele                    | Jovem soldado alemão |                                  |
| 2010      | Altitude                         | Bruce Parker         |                                  |
| 2010      | Daydream Nation                  | Paul                 |                                  |
| 2011      | The Howling: Reborn              | Will Kidman          |                                  |
| 2012      | Girl in Progress                 | Trevor               |                                  |
| 2014      | Forsaken                         | Will Pickard         |                                  |
| 2015      | Burning Bohdi                    | Dylan                |                                  |
| 2016      | Of Dogs and Men                  | E.                   | Curta-metragem                   |
| 2018      | Truth or Dare                    | Carter               |                                  |
| Televisão |                                  |                      |                                  |
| Ano       | Título                           | Papel                | Notas                            |
| 2007      | Crossroads                       | Brody Murakami       |                                  |
| 2008      | Flashpoint                       | Simon Strachan       | Episódio: "He Knows His Brother" |
| 2009      | Wild Roses                       | Jude                 | 6 episódios                      |
| 2009–2010 | Degrassi: The Next Generation    | Declan Coyne         |                                  |
| 2010–2011 | Life Unexpected                  | Sam Bradshaw         | 5 episódios                      |
| 2011      | Terra Nova                       | Josh Shannon         | 13 episódios                     |
| 2011      | R.L. Stine's The Haunting Hour   | Josh                 | Episódio: "The Perfect Brother"  |
| 2013–2015 | Hemlock Grove                    | Peter Rumancek       | Série do Netflix                 |
| 2016      | Last Teenagers of the Apocalypse | Grim                 | 4 episódios                      |
| 2016      | Frontier                         | Michael Smyth        |                                  |

## Premiações
| Ano  | Categoria                                                             | Prêmio       | Resultado |
| ---- | --------------------------------------------------------------------- | ------------ | --------- |
| 2010 | Melhor Performance em um programa ou série de Infância e adolescência | Gemini Award | Indicado  |